# Frank Wisner

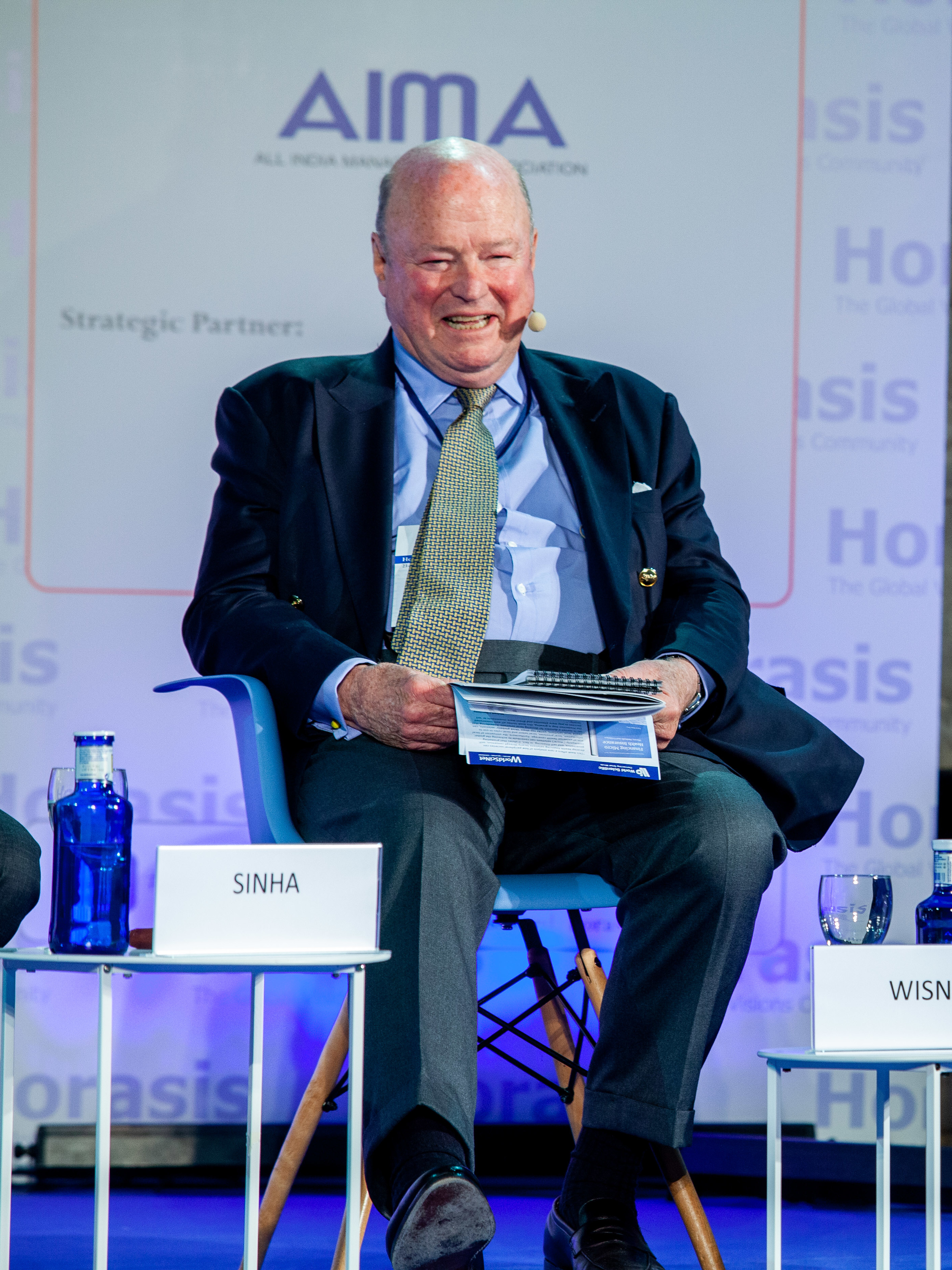
Frank G. Wisner

Frank George Wisner (auch Frank G. Wisner II; * 2. Juli 1938 in New York City; † 24. Februar 2025 in Mill Neck (Long Island), New York) war ein US-amerikanischer Diplomat.

## Karriere
Nach seinem Abschluss in Princeton 1961 begann Wisner seine Karriere im diplomatischen Dienst. Nach einem Arabisch-Kurs wurde er in Algier eingesetzt. Für seinen nächsten Dienstposten wurde er 1964 zur USAID nach Vietnam abgeordnet.
Ab 1968 war Wisner im Außenministerium für Tunesien zuständig. 1971 wurde er an die US-amerikanische Botschaft in Tunis entsandt. Nach einer kurzen Tätigkeit an der US-Botschaft in Dhaka kehrte Wisner nach Washington zurück. Während der Amtszeit von Außenminister Cyrus Vance stieg Wisner zum Abteilungsleiter auf. Er war Botschafter der USA in Sambia (1979–82), in Ägypten (1986–91), auf den Philippinen (1991–92) und in Indien (1994–97). Zwischenzeitlich war er Staatssekretär im Außenministerium für internationale Sicherheitsfragen (Under Secretary of State for International Security Affairs) von 1992 bis 1993 sowie Staatssekretär im Verteidigungsministerium für politische Angelegenheiten (Under Secretary of Defense for Policy) von 1993 bis 1994. Im Jahr 2005 wurde er zudem als Special Representative für die Verhandlungen über den Kosovo bestellt.
Seit seinem Ausscheiden aus dem Öffentlichen Dienst war Wisner in verschiedenen Beraterfunktionen tätig, darunter auch in einer Kanzlei, die für die ägyptische Regierung arbeitete.
Laut New York Times galt Wisner als persönlicher Freund von Husni Mubarak. Er war während der Revolution in Ägypten 2011 Sonderbotschafter der US-Regierung in Kairo. Am 5. Februar 2011, nach seiner Rückkehr in die USA, distanzierte sich die US-Regierung von Aussagen Wisners über den vorläufigen Verbleib Mubaraks an der Macht. Frank Wisner war Angestellter der New Yorker und Washingtoner Anwaltskanzlei Patton Boggs, welche angibt „to advise the Egyptian military, the Egyptian Economic Development Agency, and has handled arbitrations and litigation on the [Mubarak] government's behalf in Europe and the US“.

## Familie
Frank Wisner war mit Christine de Ganay, der Stiefmutter von Nicolas Sarkozy, französischer Präsident von 2007 bis 2012, verheiratet.